# Свръхземя
Свръхземята е екзопланета с маса, която е по-голяма от тази на Земята, но значително по-малка от тази на ледените гиганти в Слънчевата система (Уран и Нептун), които са съответно с 14,5 и 17 пъти по-голяма маса от земната. Терминът „свръхземя“ се отнася единствено за масата на планетата и няма отношение към повърхностните условия или жизнеспособността ѝ.

## Определение
В общия случай, свръхземите се определят от техните маси, като терминът няма връзка с температурата, състава, околната среда или орбиталните свойства на планетата. Докато научният консенсус приема горна граница от 10 земни маси (~69% от масата на Уран), долната граница варира от 1 или 1,9 до 5, като могат да се срещнат различни други определения в популярните издания. Някои автори използват термина за описване на скалисти планети без значителна атмосфера или планети, които не просто имат атмосфера, но и твърда повърхност или океани с рязка граница между тях и атмосферата. Планетите с 10 пъти по-голяма маса от земната се наричат мегаземи или газови гиганти, в зависимост от това дали са съставени най-вече от скали и лед или от газ.

## Откриване
Първите свръхземи са открити от Александър Волшчан и Дейл Фрейл около пулсара PSR B1257+12 през 1992 г. Двете планети (PSR B1257+12 B и PSR B1257+12 C) в системата имат маси около четири пъти тази на Земята – твърде малки, за да бъдат газови гиганти.
Първата свръхземя около звезда от главна последователност е открита от екип през 2005 г. Тя се върти в орбита около Gliese 876 и е обозначена като Gliese 876 d (два газови гиганта са открити преди това в същата система). Има маса около 7,5 пъти тази на Земята и много кратък орбитален период – 2 дни. Поради близостта на Gliese 876 d до звездата ѝ, тя може да има повърхностна температура от 430 – 650 K и да е твърде гореща, за да поддържа течна вода.
През април 2007 г. екип, оглавяван от Стефан Удри в Швейцария, обявява откриването на две нови свръхземи в планетарната система Gliese 581, и двете на ръба на обитаемата зона около звездата. Gliese 581 c има маса поне 5 земни маси и е разположена на 0,073 астрономически единици от звездата Gliese 581, което я поставя от „топлата“ страна на обитаемата зона, с приблизителна средна температура от -3 °C при албедо, подобно на това на Венера, или 40 °C при албедо, подобно на това на Земята. Последващите проучвания показват, че Gliese 581 c вероятно е претърпяла безконтролен парников ефект като на Венера.